# サンタンジェロ・デル・ペスコ
サンタンジェロ・デル・ペスコ（イタリア語: Sant'Angelo del Pesco）は、イタリア共和国モリーゼ州イゼルニア県にある、人口約400人の基礎自治体（コムーネ）。

## 地理

### 位置・広がり

#### 隣接コムーネ
隣接するコムーネは以下の通り。括弧内のCHはキエーティ県所属を示す。
- ボッレッロ (CH)
- カプラコッタ
- カステル・デル・ジューディチェ
- ガンベラーレ (CH)
- ペスコペンナターロ
- ピッツォフェッラート (CH)
- クアドリ (CH)